# لاباتلان
لاباتلان (به مجاری:  Lábatlan) یک منطقهٔ مسکونی در مجارستان است که در ناحیه استرگوم واقع شده‌است. لاباتلان ۲۶٫۳۵ کیلومتر مربع مساحت و ۵٬۳۱۶ نفر جمعیت دارد.